# Robby Risch
Robby Risch (* 7. Februar 1962 in Leipzig) ist ein deutscher Politiker (parteilos). Er war von 2008 bis 2022 Oberbürgermeister der Stadt Weißenfels.

## Leben und Beruf
Risch absolvierte ab 1978 eine Ausbildung zum Wirtschaftskaufmann. Ab 1983 studierte er Finanzökonomie mit Schwerpunkt Finanzen und Controlling und erlangte den Fachhochschulabschluss als Diplom-Betriebswirt. Von 1986 bis 1989 war Risch Abteilungsleiter Bauinvestitionen und Rekonstruktionen Halle. Nach der deutschen Wiedervereinigung war er von 1990 bis 1996 stellvertretender Geschäftsführer der Alfred Schuon GmbH in Weißenfels. Im Anschluss war er von 1997 bis 2004 bei der Industrie- und Handelskammer Halle/Dessau tätig und von 2005 bis zu seiner Wahl zum Oberbürgermeister der Stadt Weißenfels Selbständiger.
Risch ist verheiratet und Vater eines Sohnes.

## Politik

### Werdegang
Risch war seit 1999 Mitglied des Weißenfelser Stadtrates, in den er über die Liste der PDS (heute: Die Linke) einzog.
Er gehörte 2004 zu den Gründungsmitgliedern der kommunalen Wählergruppe Bürger für Weißenfels. Für diese Gruppierung wurde er 2004 in den Stadtrat und 2007 in den Kreistag des Burgenlandkreises gewählt. Im Kreistag hat er sich der SPD-Fraktion angeschlossen.
Seit 2008 ist Risch Oberbürgermeister der Stadt Weißenfels. Er setzte sich in einer Stichwahl gegen den damaligen Amtsinhaber Manfred Rauner (CDU) mit 51,27 Prozent zu 48,73 Prozent der abgegebenen Stimmen bei einer Wahlbeteiligung von 31,44 Prozent durch.
Im Februar 2010 trat Risch aus der Wählergruppe „Bürger für Weißenfels“ aus.
Zur Oberbürgermeisterwahl 2015 setzte sich Risch in der Stichwahl gegen den Mitbewerber Jörg Freiwald (Die Linke) mit 64,9 %, bei einer Wahlbeteiligung von 23,5 % durch.

### Positionen und Kritik
Während die früheren Gemeinde- und nunmehrigen Ortsbürgermeister die im Jahr 2010 erfolgten Zwangseingemeindungen ihrer ehemals selbständigen Gemeinden nach Weißenfels wegen gestiegener Bürokratie, der massiven Überschuldung der Stadt Weißenfels sowie mangelnder Kommunikationsfähigkeit des Oberbürgermeisters kritisieren, begrüßt Risch die Zwangsmaßnahme der Landesregierung und betrachtet sie als weitgehenden Erfolg.